# Acmaeops proteus
Acmaeops proteus es una especie de escarabajo longicornio del género Acmaeops, tribu Lepturini. Fue descrita científicamente por Kirby en 1837.
Se distribuye por Canadá y los Estados Unidos. Mide 7-11 milímetros de longitud. El período de vuelo ocurre en los meses de mayo, junio, julio y agosto. Es parasitado por el hongo entomopatogénico,  Paecilomyces farinosus.